# فينوم (فرقة)
فينوم (بالإنجليزية: Venom)‏ هي فرقة موسيقى الهيفي ميتال الإنجليزية التي تشكلت في نيوكاسل أبون تاين عام 1978. برز في نهاية الموجة الجديدة لموسيقى الهيفي ميتال البريطانية، يعتبر أول ألبومين لفينوم ، مرحبًا بكم في الجحيم (1981) وبلاك ميتال (1982)، مؤثرات رئيسية على ثراش ميتال وأكسيد ميتال بشكل عام. أثبت ألبومهم الثاني أنه مؤثر بدرجة كافية بحيث تم استخدام عنوانه كاسم لنوع المعدن الأسود؛ نتيجة لذلك، كان Venom جزءًا من الموجة الأولى من هذا النوع ، جنبًا إلى جنب مع Mercyful Fate و Bathory.

## وصلات خارجية
- الموقع الرسمي